# Genotspand
Het genotspand (Frans: antichrèse) is de in onbruik geraakte rechtsfiguur in het Belgisch recht van inpandgeving van een onroerend goed. Zij verleent een zakelijk recht op de in pand gegeven zaak. Deze rechtsfiguur wordt geregeld door de artikelen 2085 tot 2091 van het Belgisch Burgerlijk Wetboek. Zij is in onbruik geraakt, onder meer omdat het onderpand van het zekerheidsrecht beperkt is: niet het onroerend goed zelf, maar enkel de vruchten ervan vormen het onderpand. 
De pandhouder van het onroerend goed mag het goed niet verkopen om zich uit de opbrengst te laten betalen, hij mag alleen de vruchten van het onroerend goed innen om aldus zijn schuldvordering (gedeeltelijk) te innen. Zo mag hij het onroerend goed verhuren om de huurprijs op te strijken. Het genotspand is dus veeleer een vruchtgebruik ten titel van zekerheid. 
De pandhouder heeft wel een retentierecht op het onroerend goed tot de schuld aldus volledig is afbetaald, door verrekening met de vruchten van het onroerend goed.
De bekende Belgische jurist Henri De Page behandelde het genotspand niet in zijn handboek over het Belgisch burgerlijk recht. Wie meer informatie wenst over het genotspand zal bijvoorbeeld Beginselen van het Burgerlijk Recht, het handboek van Albert Kluyskens, kunnen raadplegen.